# ان، ان-تترامتیلن‌تریپتامین
ان،ان-تترامتیلن‌تریپتامین (به انگلیسی: Pyr-T) با فرمول شیمیایی C۱۴H۱۸N۲ یک ترکیب شیمیایی با شناسه پاب‌کم ۲۶۳۹۳ است. که جرم مولی آن ۲۱۴٫۳۰۶ g/mol می‌باشد. 